# Park Gravenrode
Park Gravenrode ist ein Naherholungsgebiet zwischen den niederländischen Städten Landgraaf und Kerkrade.
Das Gebiet umfasst wesentliche Gebiete zweier Täler in den beiden Kommunen. Das Gebiet bezieht auch ehemalige Betriebsflächen der ehemaligen Bergwerke Staatsmijn Wilhelmina, Terwinselen und Schaesberg, Mijn Laura en Vereeniging, Eygelshoven, und Mijn Oranje-Nassau II, Schaesberg, und Geographische Lage des Park Gravenrode ist um: 50° 52′ N, 6° 4′ O
Park Gravenrode ist im Zusammenhang mit der Förderung des Tourismus in der Region Südlimburg zu sehen.

## Landgraaf
In Landgraaf-Schaesberg ist dies das Tal des Strijhagerbeek. Darin finden sich folgende Attraktionen:
- Kasteel Strijthagen mit Museum und zugehöriger Mühle,
- der Themenpark Mondo Verde,
- die Skihalle Snowworld
- das Veranstaltungsgelände Megaland (ehemalige Pferderennbahn), wo alljährlich an Pfingsten das Open-Air-Festival Pinkpop stattfindet. Dort befinden sich auch die längste Treppe der Niederlande am Wilhelminaberg einer der wenigen verbliebenen Berghalden im ehemaligen Bergbaurevier.
- ein Autokino.

## Kerkrade
In Kerkrade ist dies das Tal des Antellerbeek (Anstelvallei). Der Ortsteil Groene Long entspricht weitestgehend diesem Gebiet. Hier finden sich folgende Attraktionen:
- das Continium, ein Industrie- und Technik-Museum. Diese liegt unmittelbar am Bahnhof Kerkrade,
- der Cranenweyer, einziger Stausee der Niederlande,
- Kasteel Erenstein und der benachbarte Broekhof,
- der Gaiazoo, ein 2005 eröffneter Zoo,
- außerdem der im Ortsteil Terwinselen gelegene Winseler Hof,
- der ebenso in Terwinselen gelegene botanische Garten.

## Weitere Sehenswürdigkeiten
Die Zuid-Limburgse Stoomtrein Maatschappij (ZLSM, Südlimburgische Dampfeisenbahngesellschaft) ist an Sommerwochenenden eine der Hauptattraktionen. Auf der Bahnstrecke Schaesberg–Simpelveld (Millionenlinie) und Simpelveld-Vetschau auf der alten Trasse der Bahnstrecke Aachen–Maastricht verkehren historische Eisenbahnzüge zwischen den genannten Orten. Vor allem am Bahnhof in Simpelveld, aber auch in Kerkrade wird vielfach ein entsprechendes Rahmenprogramm geboten.